# Comuna Vinni
Rägavere este o comună (vald) din Comitatul Lääne-Viru, Estonia.
Comuna cuprinde 5 târgușoare (alevik) și 37 sate.

Reședința comunei este târgușorul Pajusti.